# إيفان ديفيز (مبشر)
إيفان ديفيز هو مبشر ماليزي، ولد في 1805 في Lledrod ‏ في المملكة المتحدة، وتوفي في 18 يونيو 1864 في Crugybar ‏ في المملكة المتحدة.